# Dorstenia choconiana
Dorstenia choconiana är en mullbärsväxtart som beskrevs av S. Wats.. Dorstenia choconiana ingår i släktet Dorstenia och familjen mullbärsväxter. Inga underarter finns listade i Catalogue of Life.